# Michele Zuin
Michele Zuin (Venezia, 28 giugno 1966) è un politico italiano.

## Biografia
Nato a Venezia, ma originario del Lido, dottore commercialista, dal 2000 al 2014 è stato consigliere comunale di Venezia per Forza Italia e Il Popolo della Libertà, ricoprendo nell'ultimo quadriennio l'incarico di capogruppo in consiglio comunale.
Alle elezioni politiche del 2001 viene candidato alla Camera dei deputati nel collegio elettorale di Venezia - San Marco, sostenuto dalla Casa delle Libertà in quota FI, venendo sconfitto da Michele Vianello.
Il 27 aprile 2005 subentra a Franco Frattini (nominato Commissario europeo), come candidato uninominale con la più alta cifra individuale tra quelli non eletti appartenenti allo stesso gruppo politico. Termina il suo incarico parlamentare nell'aprile 2006.
Nel 2015 il neo-eletto sindaco di Venezia Luigi Brugnaro lo nomina assessore con deleghe a Bilancio, Bilancio partecipativo, Tributi, Economato e Società partecipate, venendo confermato cinque anni dopo nel medesimo incarico con le relative deleghe.
Il 19 novembre 2019 viene nominato da Silvio Berlusconi coordinatore regionale di Forza Italia in Veneto, in sostituzione del dimissionario Davide Bendinelli, rimanendo in carica fino al 24 marzo 2023, quando subentra l'ex leghista Flavio Tosi.